# Список вимерлих безхребетних
Станом на липень 2016 року Міжнародний союз охорони природи (МСОП) перелічує 395 вимерлих видів безхребетних, 206 можливо вимерлих видів, 15 вимерлих у дикій природі, 8 вимерлих підвидів та 5 вимерлих підвидів у дикій природі.

## Плоскі черви
Вимерлі види
- Romankenkius pedderensis

## Немертини
Вимерлі види
- Geonemertes rodericana

Можливо вимерлі види
- Prosadenoporus agricola

## Кільчасті черви
Вимерлі види
- Amynthas japonicus[3]
- Tokea orthostichon[4][5]
- Hypolimnus pedderensis

## Молюски
Див: Список вимерлих молюсків

## Кнідарії
Можливо вимерлі види
- Millepora boschmai
- Rhizopsammia wellingtoni

## Членистоногі

### Губоногі
Можливо вимерлі види
- Mecistocephalus cyclops
- Mecistocephalus sechellarum

### Черепашкові
Вимерлі види
- Liocypris grandis
- Namibcypris costata

### Павукоподібні
Вимерлі види
- Centrobunus braueri
- Dicrogonatus gardineri
- Hirstienus nanus
- Metazalmoxis ferruginea
- Peromona erinacea
- Pleorotus braueri
- Sitalcicus gardineri
- Stipax triangulifer
- Thomasettia seychellana

Можливо вимерлі види
- Afrogarypus seychellesensis
- Biantes parvulus
- Euso muehlenbergi
- Gamasomorpha austera
- Holozoster ovalis
- Ibalonius lomani
- Idioctis intertidalis
- Mitraceras crassipalpum
- Moneta coercervea
- Nesiergus gardineri
- Nesiergus halophilus
- Paccius quadridentatus
- Seychellia lodoiceae
- Sitalcicus incertus
- Steriphopus lacertosus
- Voraptus tenellus

### Двопарноногі багатоніжки
Вимерлі види
- Eucarlia alluaudi
- Orthomorpha crinita
- Spirobolellus praslinus

Можливо вимерлі види
- Diglossosternoides curiosus
- Rhinotus albifrons
- Spirobolellus simplex

### Прихованощелепні
- Ceratophysella sp. nov. 'HC'
- Delamarephorura tami

### Щелепоногі
Вимерлі види
- Afrocyclops pauliani
- Tropodiaptomus ctenopus

### Вищі ракоподібні
- Cambarellus alvarezi
- Cambarellus chihuahuae
- Macrobrachium leptodactylus
- Pacifastacus nigrescens
- Procambarus angustatus
- Stygobromus lucifugus
- Syncaris pasadenae

Можливо вимерлі види
- Atya brachyrhinus
- Cambarellus areolatus
- Cambarus veitchorum
- Caridina apodosis
- Caridina yilong
- Cryphiops luscus
- Macrobrachium denticulatum
- Macrobrachium oxyphilus
- Macrobrachium purpureamanus
- Macrobrachium scorteccii
- Palaemonetes cummingi
- Perbrinckia gabadagei
- Procambarus delicatus
- Procambarus paradoxus
- Sinodina acutipoda
- Strengeriana antioquensis
- Tehuana veracruzana

Вимерлий у дикій природі
- Thermosphaeroma thermophilum

### Комахи
Див: Список вимерлих комах